# Gójar (kommunhuvudort)
Gójar är en kommunhuvudort i Spanien. Den ligger i provinsen Provincia de Granada och regionen Andalusien, i den södra delen av landet, 400 km söder om huvudstaden Madrid. Gójar ligger 794 meter över havet och antalet invånare är 5 024.
Terrängen runt Gójar är kuperad österut, men västerut är den platt.Runt Gójar är det ganska tätbefolkat, med 65 invånare per kvadratkilometer. Närmaste större samhälle är Granada, 9,3 km norr om Gójar. Trakten runt Gójar består till största delen av jordbruksmark.